# Kantabamsuguda
Kantabamsuguda là một thị trấn thống kê (census town) của huyện Visakhapatnam thuộc bang Andhra Pradesh, Ấn Độ.

## Nhân khẩu
Theo điều tra dân số năm 2001 của Ấn Độ, Kantabamsuguda có dân số 6126 người. Phái nam chiếm 56% tổng số dân và phái nữ chiếm 44%. Kantabamsuguda có tỷ lệ 82% biết đọc biết viết, cao hơn tỷ lệ trung bình toàn quốc là 59,5%: tỷ lệ cho phái nam là 89%, và tỷ lệ cho phái nữ là 72%. Tại Kantabamsuguda, 10% dân số nhỏ hơn 6 tuổi.